# Teinobasis olthofi
Teinobasis olthofi là một loài chuồn chuồn kim trong họ Coenagrionidae.
Teinobasis olthofi được Lieftinck miêu tả khoa học năm 1949.